# Épire
Pour l’article homonyme, voir Épire (homonymie).
Cet article traite de l'Épire, région de la Grèce antique et historique aujourd'hui partagée entre la Grèce et l'Albanie. Pour la région administrative moderne grecque, voir Épire (périphérie). Pour la partie albanaise, voir Épire du Nord.

L'Épire durant l'Antiquité.

L’Épire (en grec Ήπειρος / Ipiros, en albanais Epiri, en aroumain Ipirlu, du grec ancien Ήπειρος / Épeiros signifiant « continent » ou « terre ferme ») est une région des Balkans partagée entre la Grèce et l'Albanie. Ses habitants sont les "Épirotes", au nombre d'environ 815 000 habitants en 2016. Durant l'Antiquité, l'Épire est peuplée majoritairement de Grecs, voisins des tribus illyriennes et péonien(ne)s du nord, parlant des langues indo-européennes (illyrien ou péonien).
En Grèce, l'Épire du sud comprend la périphérie d'Épire dans sa totalité, la partie occidentale de la périphérie de Thessalie et la frange extrême-occidentale de la périphérie de Macédoine-Occidentale. L'Épire grecque a une superficie est de 9 300 km2 et une population d'environ 365 000 habitants en 2002. En Albanie, l'Épire du Nord comprend tout ou partie des préfectures de Gjirokastër, de Korçë et de Vlorë (ensemble 9 301 km2, mais la majeure partie de celle de Korçë appartient historiquement à la Macédoine). Ces trois préfectures ont ensemble environ 450 000 habitants en 2016.

## Géographie de la périphérie grecque

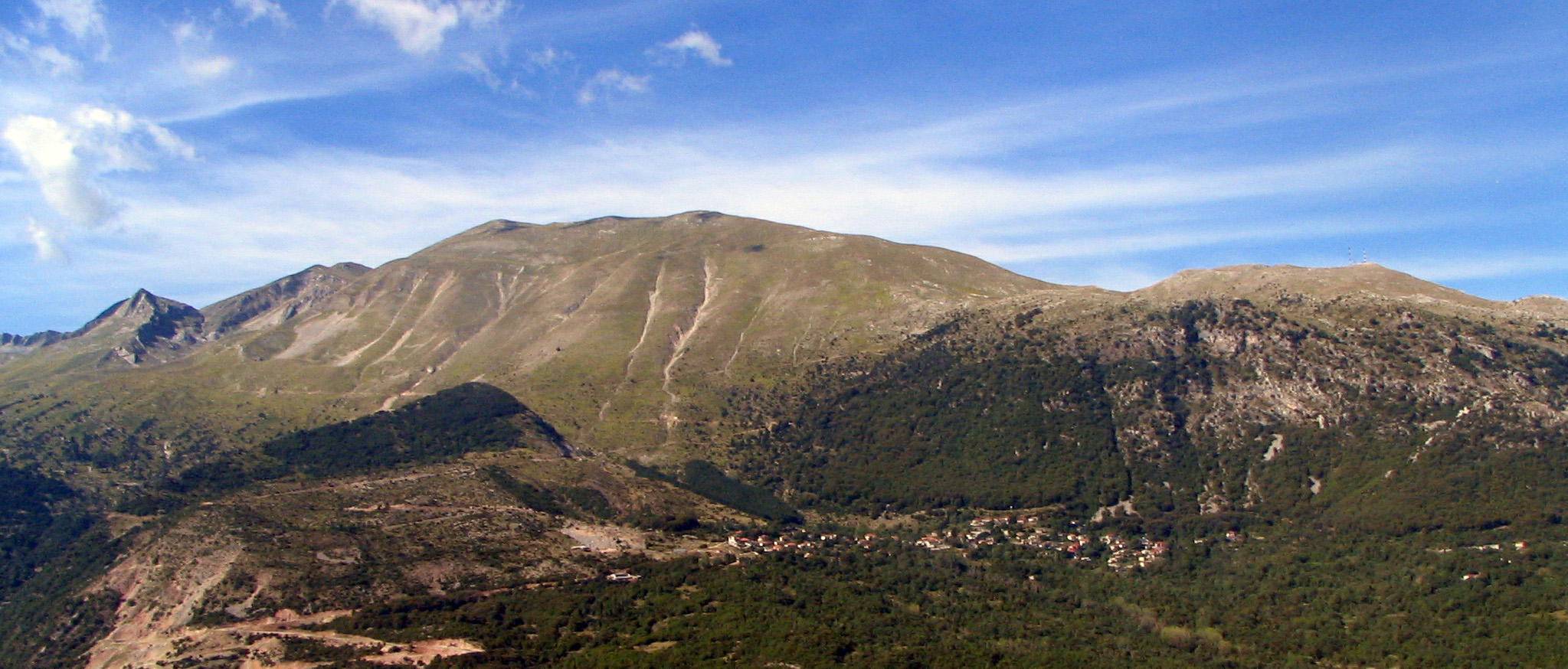
Le Pinde, massif montagneux de l'Épire

Montagneuse (2 646 m au Smólikas) et peu fertile, l'Épire grecque renferme des lacs sans émissaires (on parle d'endoréisme), comme celui de Ioánnina, une des villes principales. La plaine littorale est plus fertile. Le relief et le climat neigeux en hiver coupent encore quelquefois cette région du reste du monde. Comme la Macédoine à l'est, l'Épire marque la transition entre la Grèce égéenne et les pays balkaniques qui la bordent au nord, en empruntant à l'une sa civilisation et en développant comme ses voisins du nord un genre de vie particulier, fondé davantage sur la vie pastorale, sur les grands espaces.
L'Épire grecque est renommée pour ses paysages et son patrimoine : hautes falaises calcaires du Tymphée, gorges de Vikos, vastes forêts de chênes et de conifères, côtes variées autour de Párga, cours et grottes de l'Achéron, lac de Ioannina, monts du Pinde autour de Métsovo, vallée humide où se situent le sanctuaire panhellénique de Dodone, dédié à Zeus, et le Nécromantéion de l'Achéron.

## Histoire

### Antiquité

#### Géographie de l'Épire antique
L'Épire antique correspond au versant occidental de la chaîne du Pinde jusqu'à la mer Ionienne, entre le golfe Ambracique au sud et les monts Cérauniens au nord.
L’Odyssée place l'oracle des morts en Épire, au-delà du monde des vivants, dans la vallée de l'Achéron, dont le nom correspond à celui du fleuve des Enfers.
À la frontière du monde hellénique et fréquemment en conflit avec les Illyriens au nord, ses habitants parlent un dialecte grec du nord-ouest, proche du dorien. Les côtes de l'Épire accueillent de nombreuses colonies grecques depuis le deuxième millénaire avant notre ère, et le célèbre oracle de Zeus à Dodone y est situé. Sur ses côtes, les Corinthiens ont fondé des colonies à Corcyre, l'actuelle île de Corfou, et à Ambracie, l'actuelle Árta.
Quatorze éthnè (« tribus ») grecs se partagent le territoire épirote durant les époques classique et hellénistique. Les trois principales tribus sont :
- Les Chaoniens ou Chaones (en grec Χάονες), sur la côte entre les montagnes Cérauniennes au nord et la rivière du Thiamis au sud, autour de Phœnicè.
- Les Thesprotes (en grec Θεσπρωτοί), sur la côte entre le golfe Ambracique au sud jusqu'à la Thiamis au nord.
- Les Molosses (en grec Μολοσσοί), à l'intérieur du pays, autour du bassin de Ioánnina, de Passaron et du sanctuaire de Dodone pris aux Thesprotes au Ve siècle av. J.-C.

Aux époques classique et hellénistique, des tribus illyriennnes et péoniennes occupent les régions côtières ainsi que la partie nord de l'intérieur de l'Épire.

#### Histoire de l'Épire antique

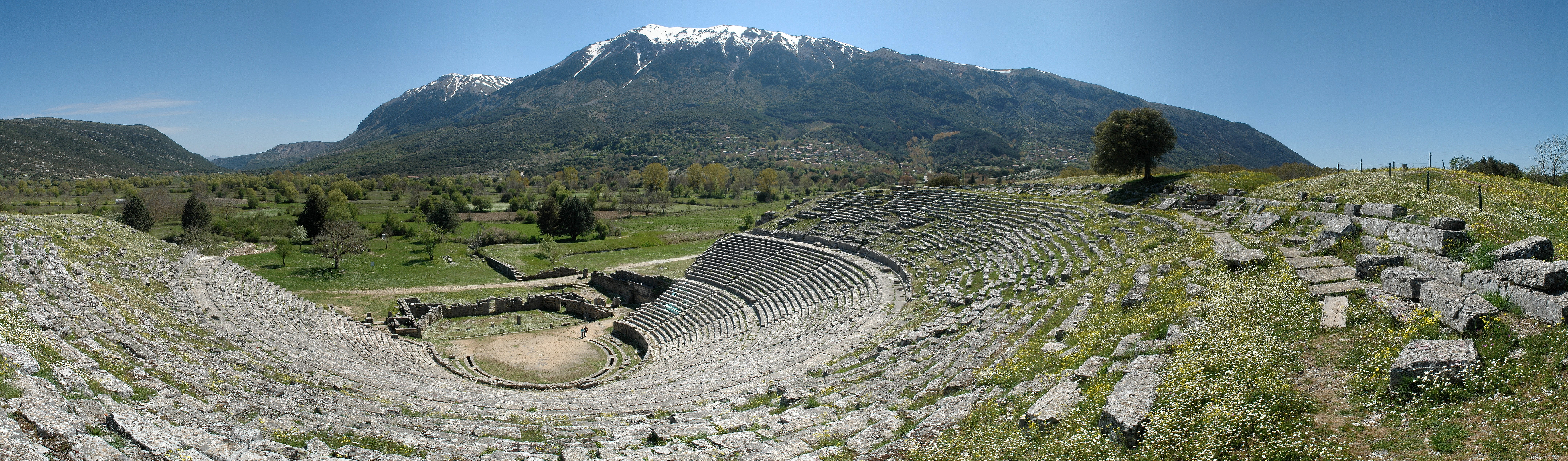
Théâtre de Dodone avec en arrière-plan le mont Tomaros.

Les tribus épirotes pratiquent la même religion que les autres Grecs, avec Zeus comme divinité principale. Leur centre religieux est à Dodone, le plus ancien sanctuaire panhellénique de Grèce et l'un des principaux oracles du monde grec. Les tribus épirotes participent aux jeux et festivals panhelléniques.
D'après Thucydide, les Chaoniens et les Thesprotes perdent leur royauté avant 429 av. J.-C., tandis que la dynastie éacide se maintint en Molossie jusqu'en 232 av. J.-C. Les Éacides réalisent ensuite l'unité de l'Épire : en 330 , les Molosses et les Thesprotes se réunissent au sein d'un même État fédéral sous influence de la Macédoine. Puis sous le règne de Pyrrhus, les Chaoniens rejoignent l'État fédéral.
La dynastie des Éacides fonde un royaume puissant au Ve siècle av. J.-C. Pyrrhus est célèbre pour ses victoires coûteuses contre les Romains (280-274). Peu après Alexandre le Grand, Pyrrhus tente de sauver l'hellénisme occidental en Grande-Grèce et en Sicile et lutte victorieusement contre Rome. Parallèlement, il fait campagne en  et porte la guerre jusque devant Sparte. Sa mort marque la fin de l'indépendance des cités grecques en Italie du Sud : Tarente se livre aux Romains dès 272. Durant cette période (deuxième moitié du IVe siècle et première moitié du IIIe siècle av. J.-C.) l'urbanisation s'accélère en Épire : Gitana, Kastritsa, Ammotopos et Cassopé. Ces sites sont encore de nos jours biens conservés comme en témoignent leurs remparts, leurs édifices publics comme les théâtres (Gitana, Cassopé), leurs maisons remarquablement conservées sur une grande hauteur (Ammotopos) et leur urbanisme (Cassopé).
Une ligue indépendante se forme en 234. Quand la dynastie éacide s'éteint, en 232, le koinon des Épirotes devint une république dirigée par un stratège annuel, assisté par deux prostatès, l'un chaonien, l'autre molosse.

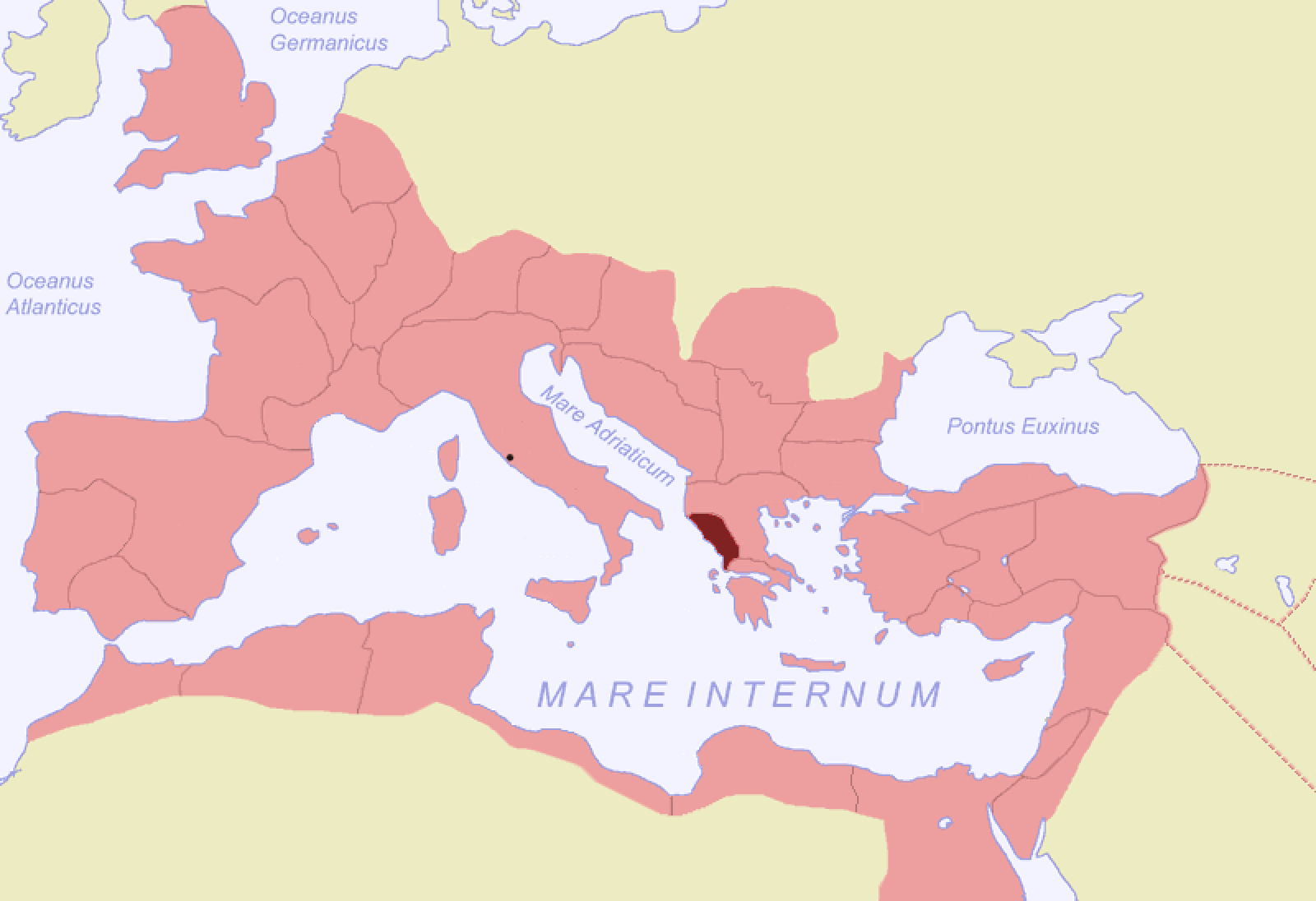
La province romaine de l’Épire ancienne vers 120.

L'Épire à l’époque romaine.

La région passe ensuite progressivement dans l'orbite romaine : alliance de Corcyre seule en 229, puis toute la région en 197. Ambracie est le port de débarquement des armées de Paul Émile, pendant la troisième guerre macédonienne contre Persée (172 à 168). Cela n'empêche ni le sac en 189 de la capitale Ambracie par les Romains, ni le pillage et la capture d'une grande partie de la population épirote, vendue sur les marchés aux esclaves à Rome, par le consul romain Paul Émile (qui en tire une immense fortune) lors de son retour de la bataille de Pydna remportée sur les Macédoniens mais sans butin. Le nombre des captifs est si grand (les sources antiques avancent le chiffre de 150 000 personnes) qu'il fait chuter le prix de l'esclave de manière durable. La région est la première province romaine ultramarine en 148. En 146, l'Épire est incorporée dans la province romaine de Macédoine.
En 31 av. J.-C., Octave y fonde Nicopolis d'Épire pour célébrer sa victoire à Actium. Cette cité a un statut exceptionnel, autant par son territoire très vaste que par son statut de ville libre. Sous Auguste, l'Épire est partagée entre les provinces de Macédoine et d'Achaïe. Vers 108, sous Trajan, l'Épire est détachée de la Macédoine et érigée en province. À la fin du IIIe siècle, sous Dioclétien, l'Épire est divisée en deux provinces : l'Épire nouvelle (Epirus novus) et l'Épire ancienne (Epirus vetus). Sous la domination romaine, marquée par la construction de la Via Egnatia, une partie de la population est romanisée : ce sont les ancêtres des Aroumains actuels, dits Valaques,.

### Moyen Âge

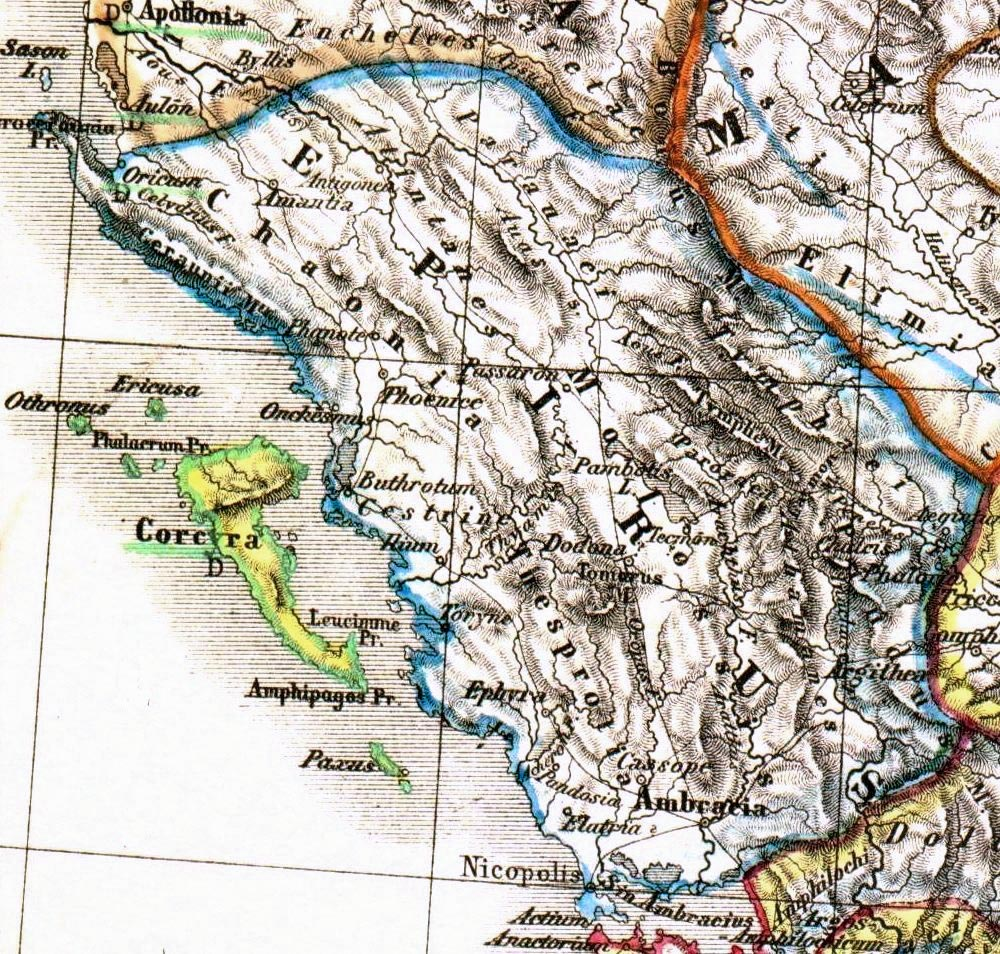
Carte de l'Épire médiévale reproduite dans l'ouvrage d'Heinrich Kiepert, 1902.

Dans l'Empire byzantin (Empire romain d'Orient), l'Épire constitue le thème de Dyrrhacheion puis, après la Quatrième croisade devient un despotat indépendant gouverné par les Comnènes de 1205 à 1318.
Des monastères orthodoxes s'établissent près de la ville de Ioánnina, dans l'île au milieu du lac. Leurs fresques figurent les sages de l'Antiquité (Platon, Aristote, Solon ou Thucydide) parmi les précurseurs du Christ. Sur les crêtes du Pinde, à la limite avec la Thessalie, ont été bâtis les monastères des Météores, dès le XIe siècle, au sommet de montagnes étroites et escarpées. La plus grande partie de ces 24 monastères datent du XIVe siècle. Le Grand Météore possède notamment de magnifiques fresques, celui d'Agios Stéphanos (saint Étienne) une belle iconostase sculptée. Ils sont classés au patrimoine mondial de l'UNESCO depuis 1988.
L'Épire est conquise par les Ottomans en plusieurs étapes, à partir de 1430, mais de nombreux terroirs montagneux échappent encore longtemps à l'autorité ottomane, servant de refuge aux « klephtes », nombreux dans la région. Une grande révolte des paysans épirotes, grecs, arvanites ou valaques, souleva le pays en 1600-1601, en même temps que celle de Michel de Valachie dans les Principautés danubiennes. Ces révoltes sont réprimées, mais, en Grèce ottomane, l'Église orthodoxe maintient et même poursuit l'hellénisation des populations chrétiennes à travers ses « écoles secrètes ». En Épire, les bergers nomades grecs, saracatsanes ou valaques sont localement désignés sous le terme de tchobanes (du turc et de l'albanais çoban signifiant « berger »). Ainsi, l'anachorète Côme d'Étolie est surnommé le « tchobane des tchobanes », dont le parler grec inclut des mots et des voyelles d'origine aroumaine, slave et albanaise comme la ɤ, ã, ъ, ë, mais aussi des consonnes comme le dʑ, đ, ḡ, xh.

### Période moderne
Au début du XIXe siècle, le pacha local, l'albanais musulman Ali de Tepeleni, se rendit quasiment indépendant de l'Empire ottoman avant d'être finalement vaincu et tué en 1822.
À l'issue des guerres balkaniques deux tiers de la région, au Sud, sont rattachés à la Grèce ; le tiers restant ou Épire du Nord est disputé entre la Grèce et l'Albanie jusqu'en 1921, puis reconnu comme albanais. Au début de la Seconde Guerre mondiale, l'Italie fasciste attaque la Grèce à partir de l'Albanie, mais l'armée grecque pénètre en Épire du Nord dont la population chrétienne proclame alors son désir d'être rattachée à la Grèce.

## Populations à l'époque contemporaine
- Rose : hellénophones (« Grecs »)
- Gris : aromanophones (« Valaques »)
- Orange : albanophones et hellénophones
- Jaune : albanophones (« Albanais »)

- Bleu : chrétiens orthodoxes
- Bleu-vert : chrétiens majoritaires
- Vert foncé : chrétiens et musulmans à parts égales
- Vert clair : musulmans majoritaires
- Jaune : musulmans

Carte de l'Épire, aujourd'hui divisée entre la Grèce et l'Albanie.
Légende :
Territoire administratif grec moderne (périphérie) de l'Épire
Limites approximatives de l'Épire antique
Limites approximatives des régions d'Albanie à plus grandes concentrations d'hellénophones au début du XXe siècle
- Limites de l'Épire du Nord, grecque de 1918 à 1923 puis cédée à l'Albanie

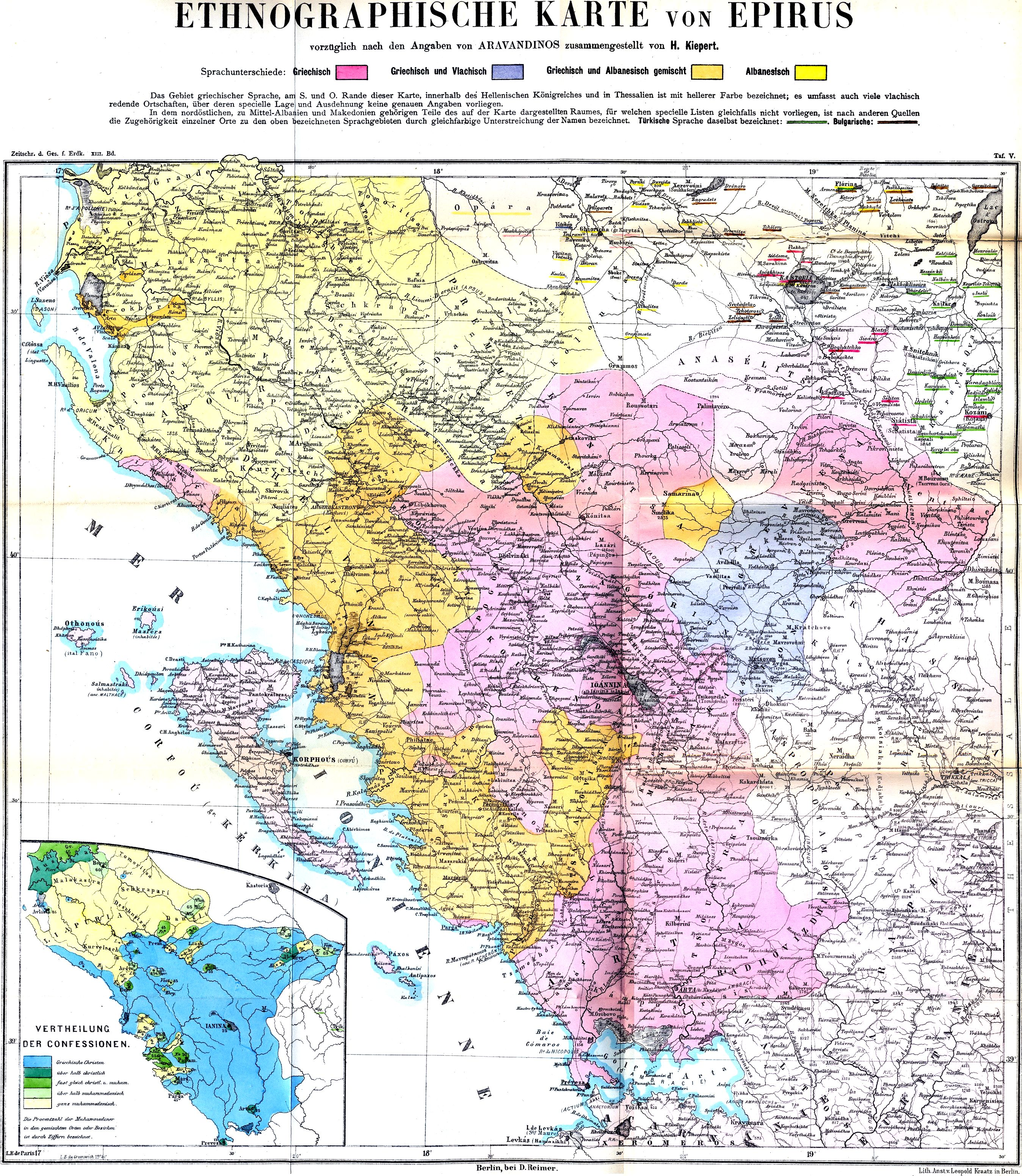
Cartes allemandes de l'Épire en 1878.
Légende :
Langues (grande carte) :
Rose : hellénophones (« Grecs »)
Gris : aromanophones (« Valaques »)
Orange : albanophones et hellénophones
Jaune : albanophones (« Albanais »)
Religions (petite carte) :
Bleu : chrétiens orthodoxes
Bleu-vert : chrétiens majoritaires
Vert foncé : chrétiens et musulmans à parts égales
Vert clair : musulmans majoritaires
Jaune : musulmans
Note : les albanophones chrétiens sont appelés par les Grecs « Arvanites » ; les albanophones musulmans « Tsámides » (du turc cami : la mosquée).

Au début du XXe siècle, deux tiers des Épirotes sont hellénophones, un quart albanophones et 8 % romanophones ; quant aux Saracatsanes, confrérie de bergers grecs nomades d'Albanie, de Bulgarie et de Grèce, ils pourraient être issus de Sirakou (en aroumain : Săracu), village au sud-est de Ioánnina. Les albanophones se divisent en Tsámides (« musulmans »), minoritaires, et Arvanites (« chrétiens ») beaucoup plus nombreux, et d'ailleurs présents par émigration jusqu'en Attique, dans le Péloponnèse et dans certaines îles des Cyclades. De nos jours, les Arvanites parlent presque tous le grec ; les Valaques romanophones se maintiennent dans le Pinde notamment autour de Métsovo, tandis que les Saracatsanes ont été sédentarisés, plus ou moins de force depuis le décret du 4 mai 1938 émis par le général Ioánnis Metaxás, maître de la Grèce à l'époque. Une grande partie de la communauté hellénophone d'Albanie a disparu, par assimilation ou par émigration vers l'Épire grecque. Les Grecs distinguent d'ailleurs ces « Borio-Épirotes » (Épirotes du Nord, de langue grecque) des Arvanites (orthodoxes de souche albanaise), des Tsámides (musulmans de souche albanaise mais nés en Épire grecque) et des Albanais proprement-dits, immigrants récents.

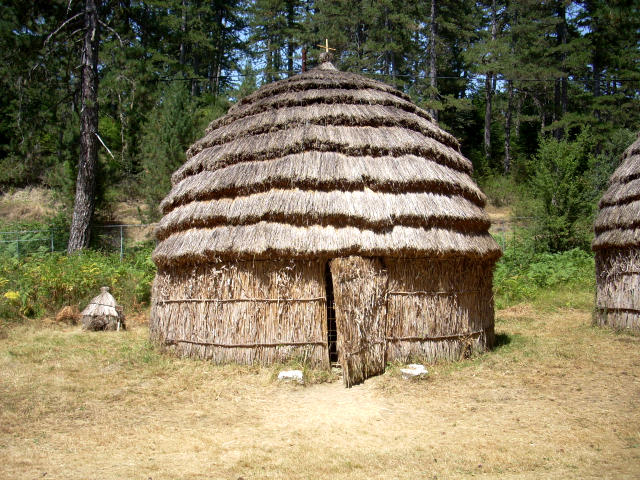
Réplique d'une colibe de tchobanes à Gyphtokampos (Épire).

Parmi les tchobanes épirotes, les valaques parlaient l'aroumain comme langue familiale, et le grec moderne comme langue de communication. Comme beaucoup de nomades, les tchobanes étaient soumis à la méfiance et au mépris des sédentaires, à une ségrégation par le lieu d'habitat, le langage et le statut social. En Épire du Nord, à Dhoksat (sq) ou à Lunxhëri par exemple, ils habitaient des cabanons en canisses appelés colibes. Ils étaient endogames et les mariages avec quelqu'un d'extérieur au groupe étaient si rares qu'on les qualifiait de « mariages d'amour » pour expliquer un fait si exceptionnel.
Les tchobanes ont été sédentarisés de force par la dictature communiste entre les villes de Korçë et de Saranda. Aujourd'hui certains ont repris la transhumance saisonnière, mais seulement en Albanie, entre la côte adriatique en hiver et Përmet en été. La frontière extérieure de l'Union Européenne qui sépare l'Épire en deux et où la Frontex fait la chasse aux migrants, les empêche d'accéder au côté grec où ils allaient jadis jusqu'au nome de Thesprotie. Pour des raisons culturelles et mémorielles, ils se retrouvent annuellement dans le village de Képhalovrisso proche d'Argyrokastro. La dictature a persécuté de nombreuses familles tchobanes divisées par cette frontière, donc suspectes de trahison pour le Parti communiste albanais et sa police politique, la Sigurimi. Lorsqu'un tchobane passait en Grèce, la Sigurimi déportait systématiquement toute sa famille vers les camps de travail forcé de Myzeqe, dans le nord de l'Albanie.
Au XXIe siècle, malgré la disparition officielle des anciennes discriminations et alors que beaucoup de tchobanes ont quitté les lieux de leur assignation à résidence, le déclassement social inhérent à leur ancien nomadisme ne les épargne pas pour autant. Comme une partie d'entre eux a été remplacée par des bergers albanais venus du Kurvelesh (sq) ou des montagnes du nord, ils ne parviennent pas à retrouver leurs anciens droits de pâturage. Fredrik Barth, ethnologue norvégien, a remarqué et documenté cette ségrégation officieuse d'un groupe humain qui peut perdurer même si ce groupe n'est plus formé des mêmes personnes que jadis, ne vit plus aux mêmes endroits, ne pratique plus les mêmes activités et ne parle plus ses anciennes langues. Dans le cas de l'Épire, les tchobanes d'Épire du Nord sont nombreux à avoir émigré en Grèce pour mieux vivre, libérant des emplois dans les villages albanais, emplois occupés par de nouveaux venus.
Cette migration vers la Grèce a en général été bénéfique pour les tchobanes de l'Épire du Nord. Leurs liens familiaux des deux côtés de la frontière, antérieurs à sa fermeture en 1945, leur ont facilité l'émigration. Comme l'Épire est l'une des régions les plus pauvres de l'Union européenne, les migrants n'y restent pas mais se dispersent vers d'autres régions grecques, comme l'avaient fait avant eux ceux qui fuyaient le régime de terreur de la Sigurimi. Ils vont notamment vers les grandes villes : Athènes, Thessalonique, Patras. En 1995, les tchobanes d'Albanie ont été reconnus comme étant membres de l'ομογενείς – homogeneís d'origine grecque, ce qui leur facilite l'accès à l'Έλληνική εθνικί κοινωνία - hellênikí ethnikí koinonía, la nationalité grecque,.

## Galerie d'images

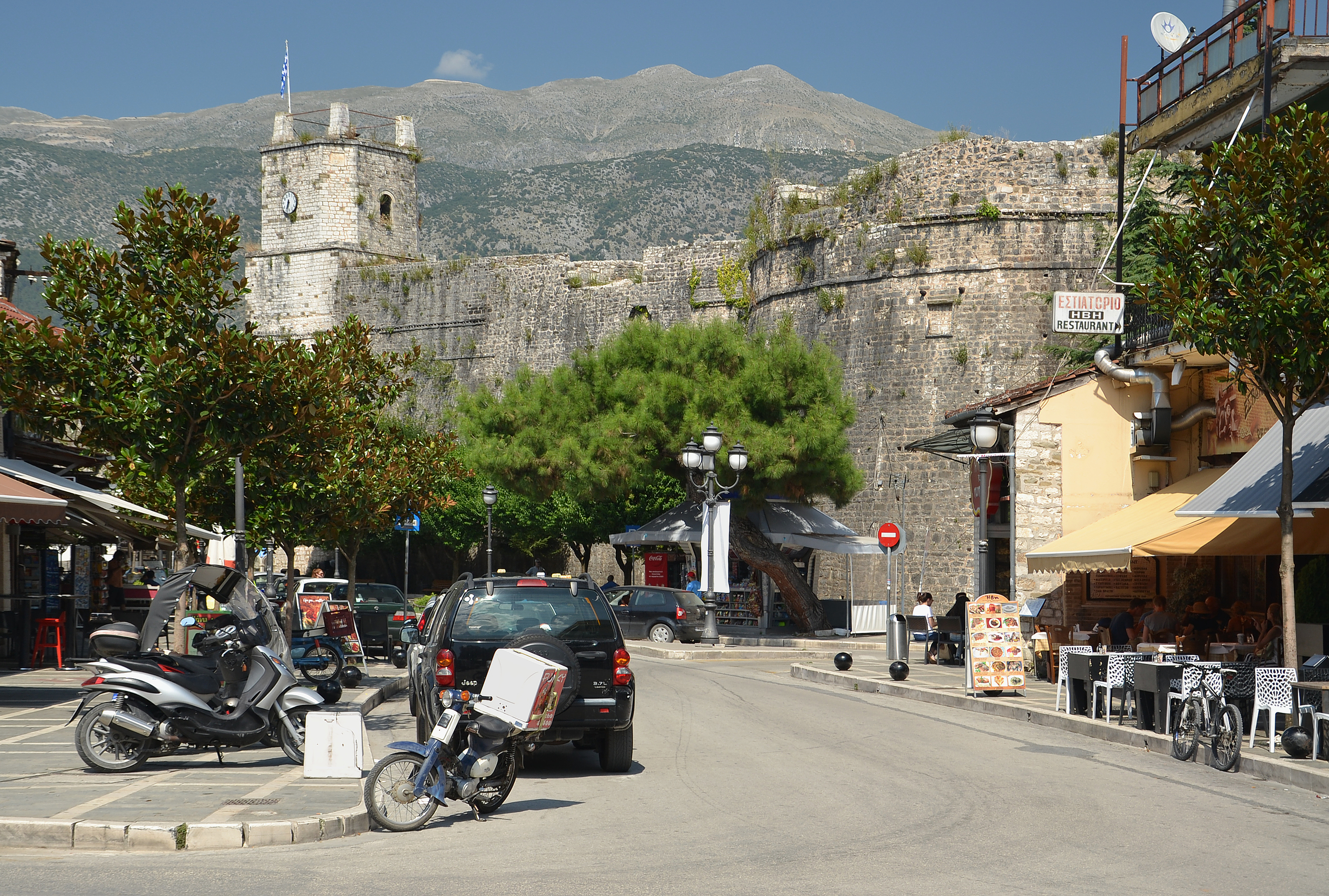
Forteresse de Ioannina (Épire grecque)
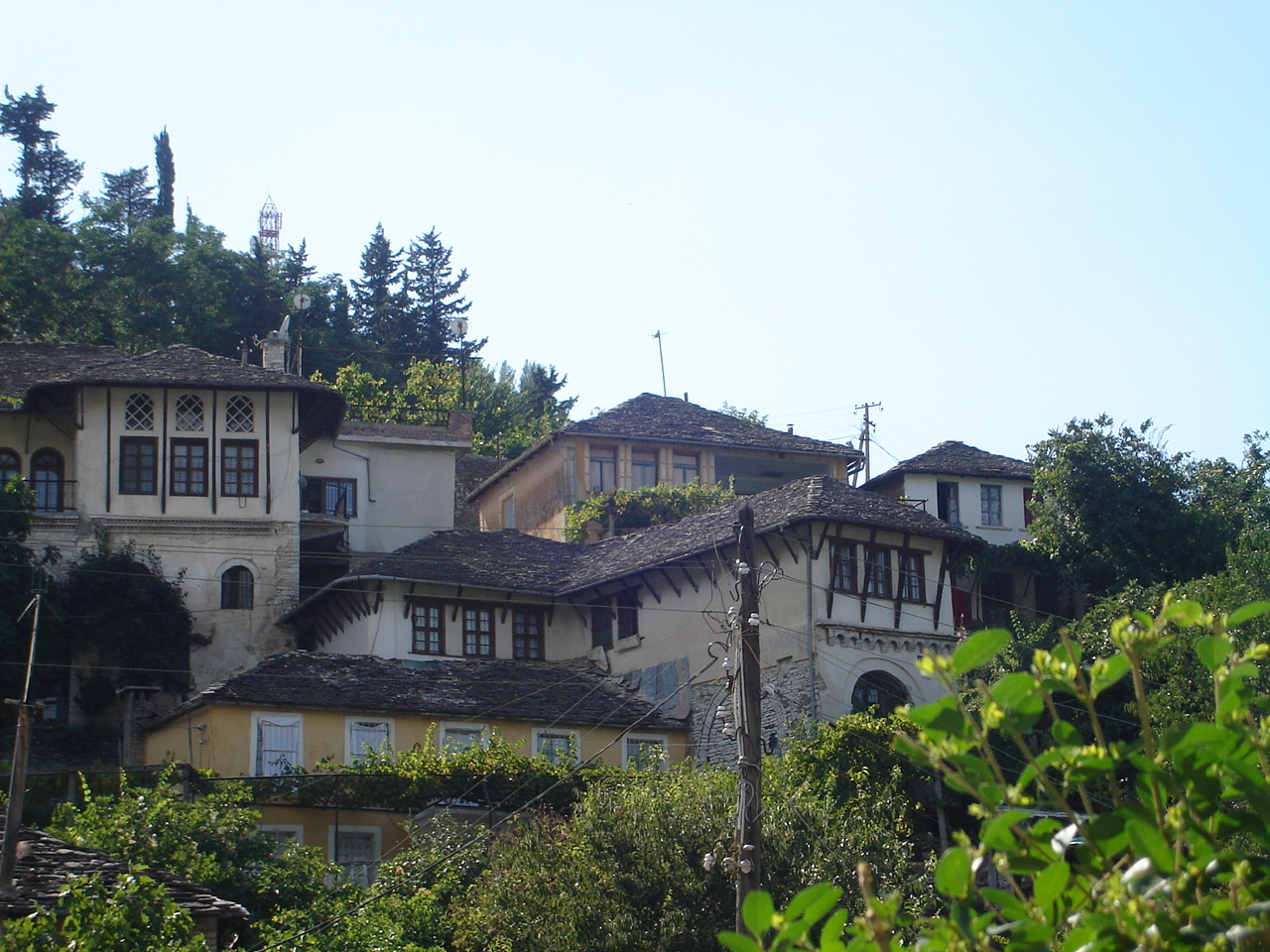
Maisons traditionnelles d'Argyrokastro (Épire albanaise)
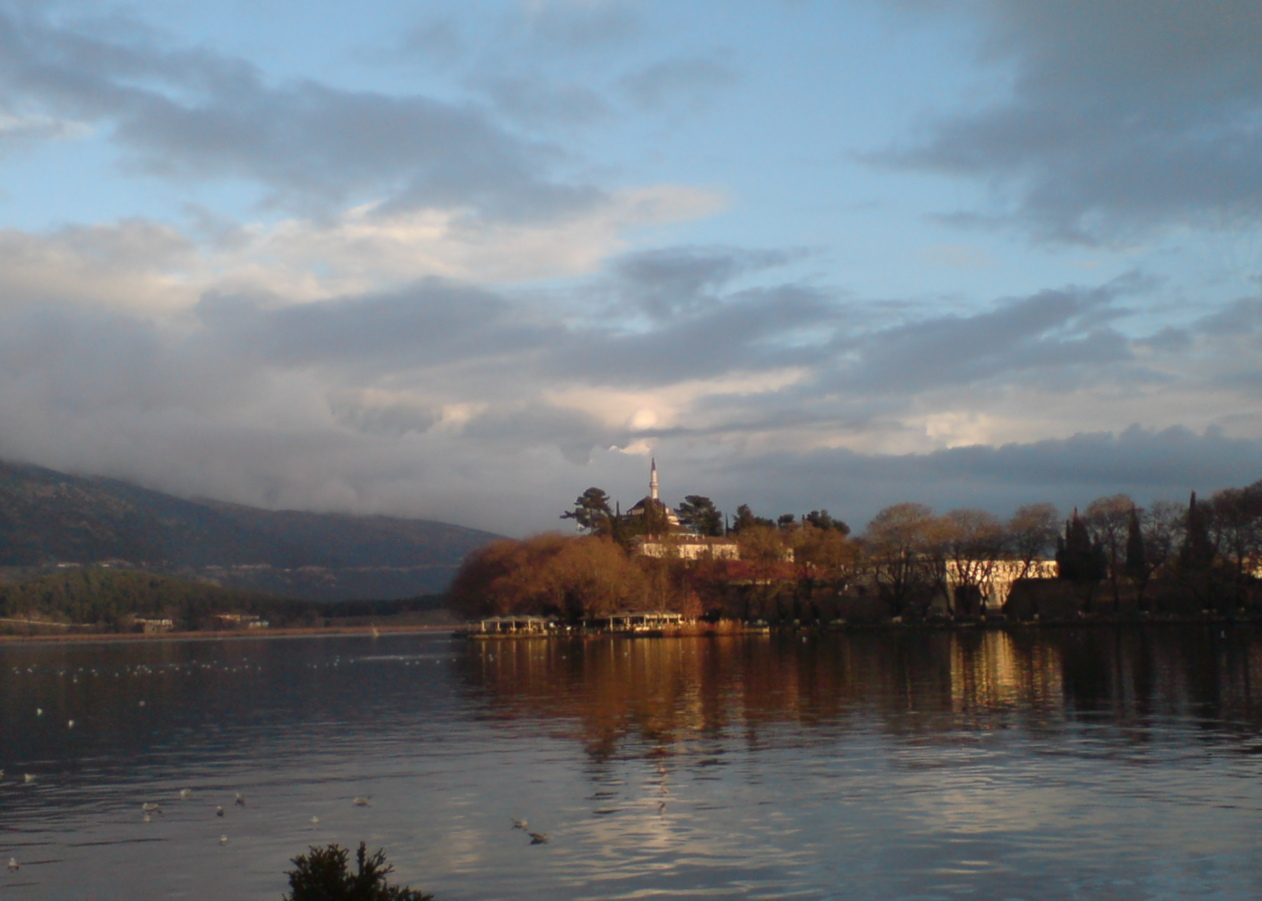
Le lac Pamphotide (Épire grecque)
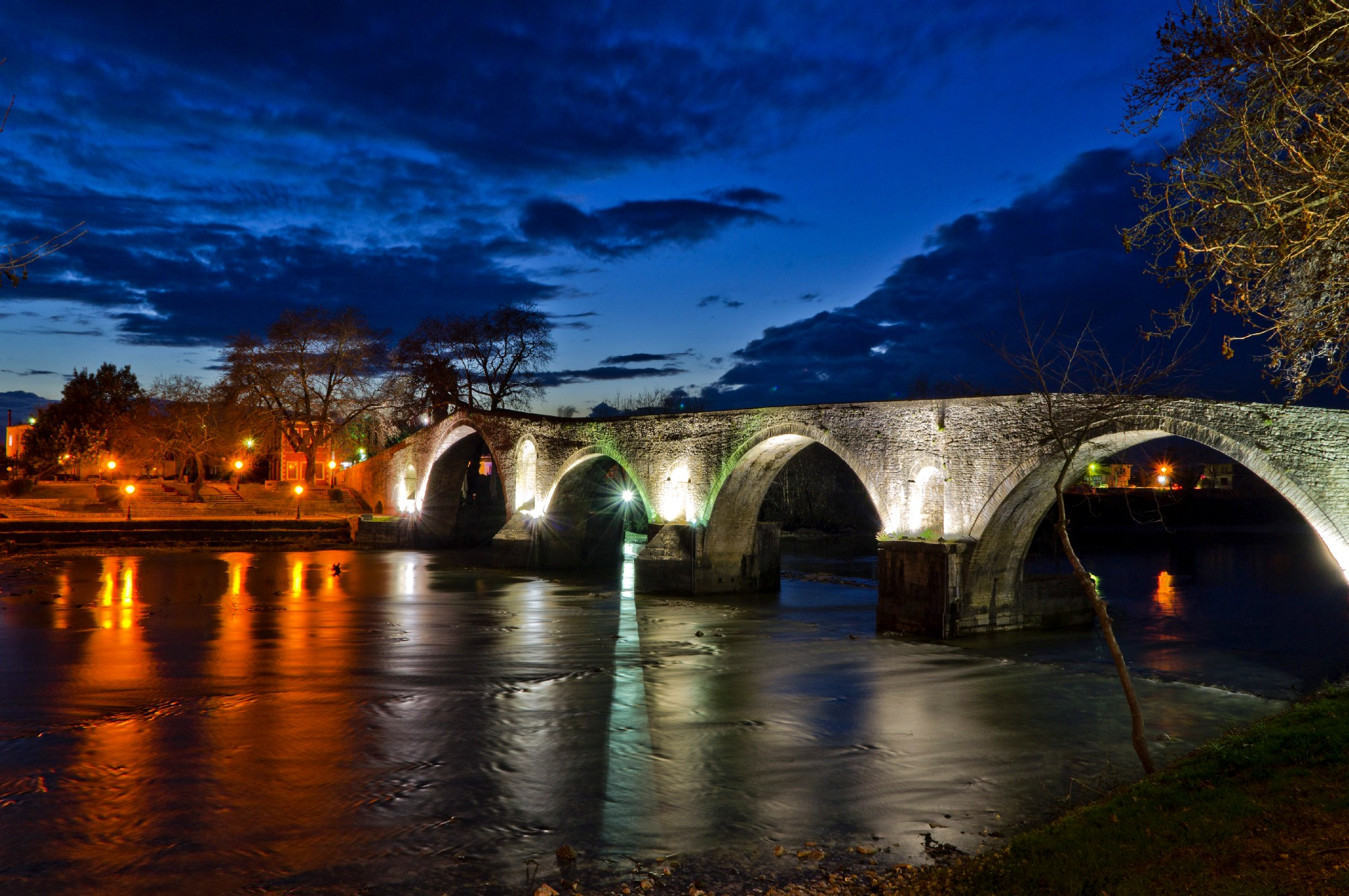
Le fameux pont d'Árta (Épire grecque)
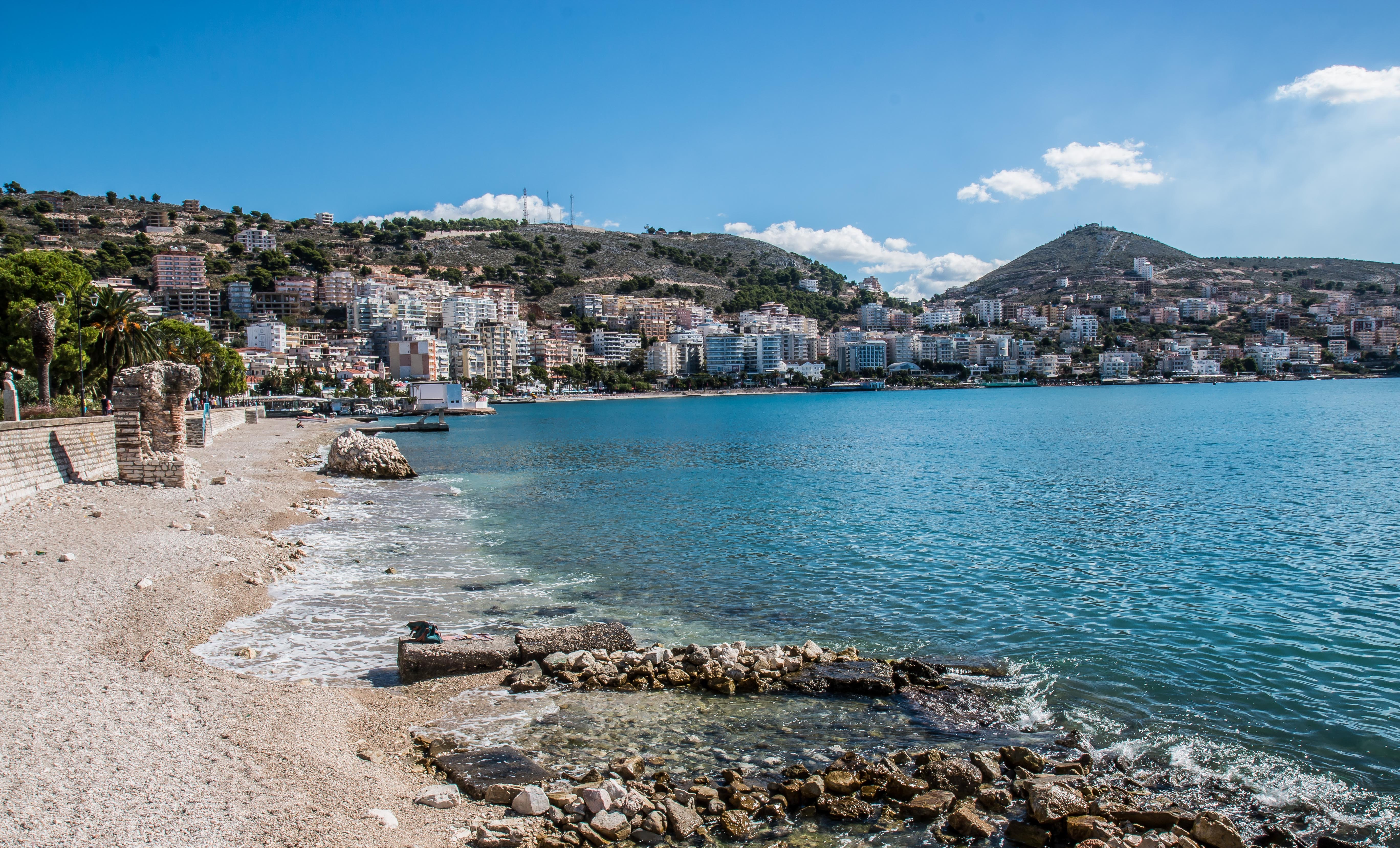
Vue de Sarandë (Épire albanaise)
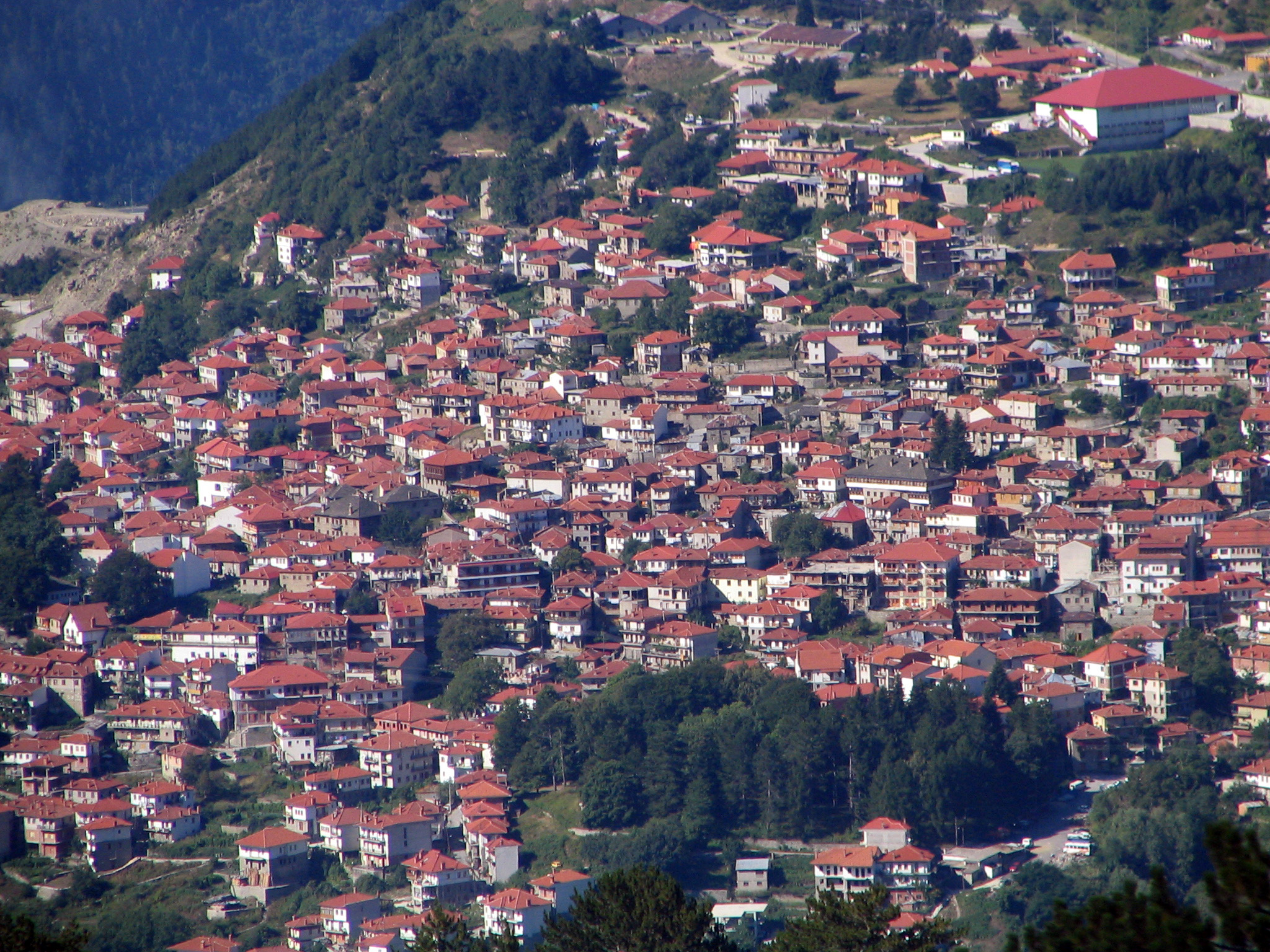
Vue de Metsovo (Pinde, Épire grecque)
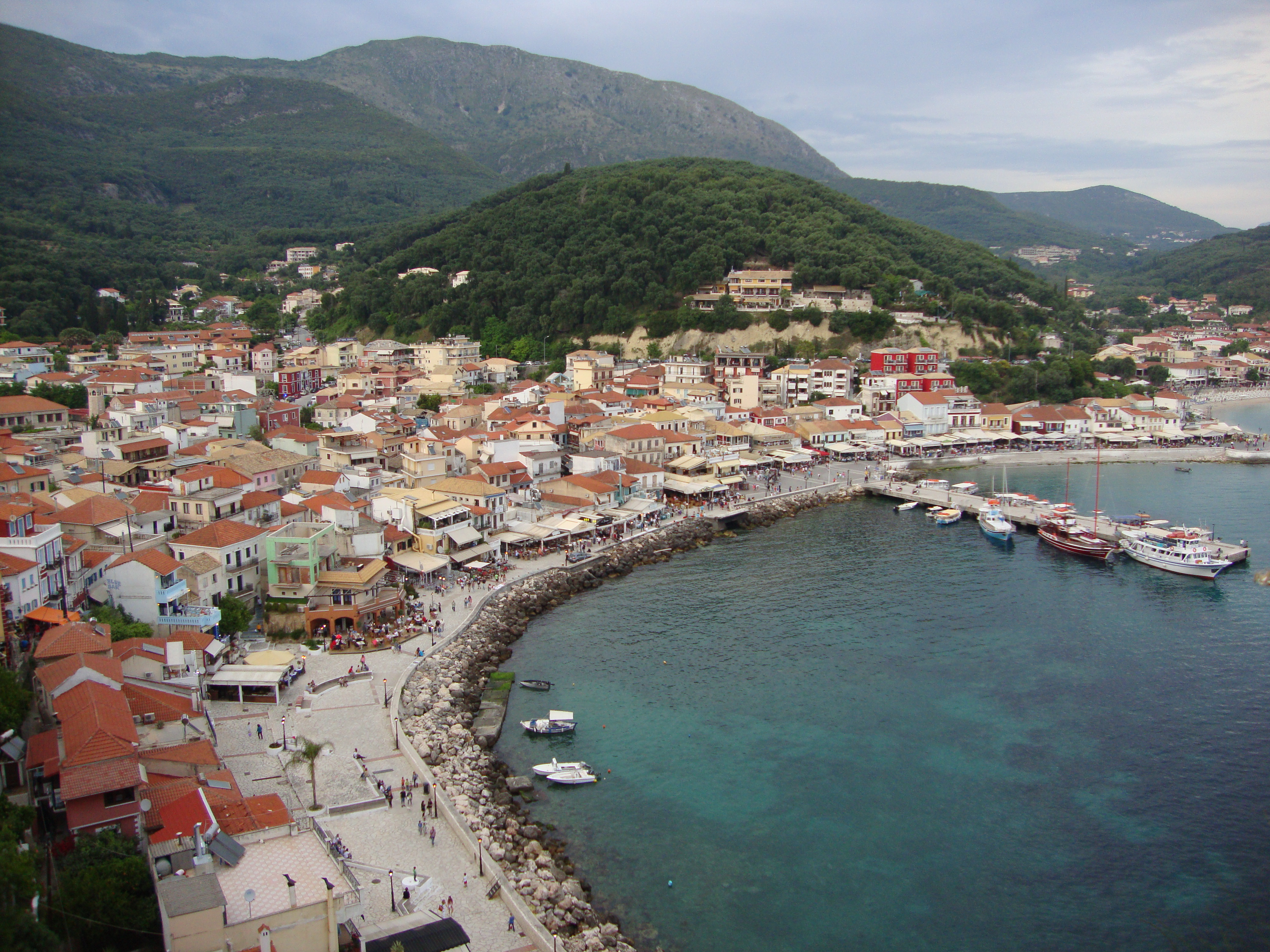
Vue de Parga (Épire grecque)
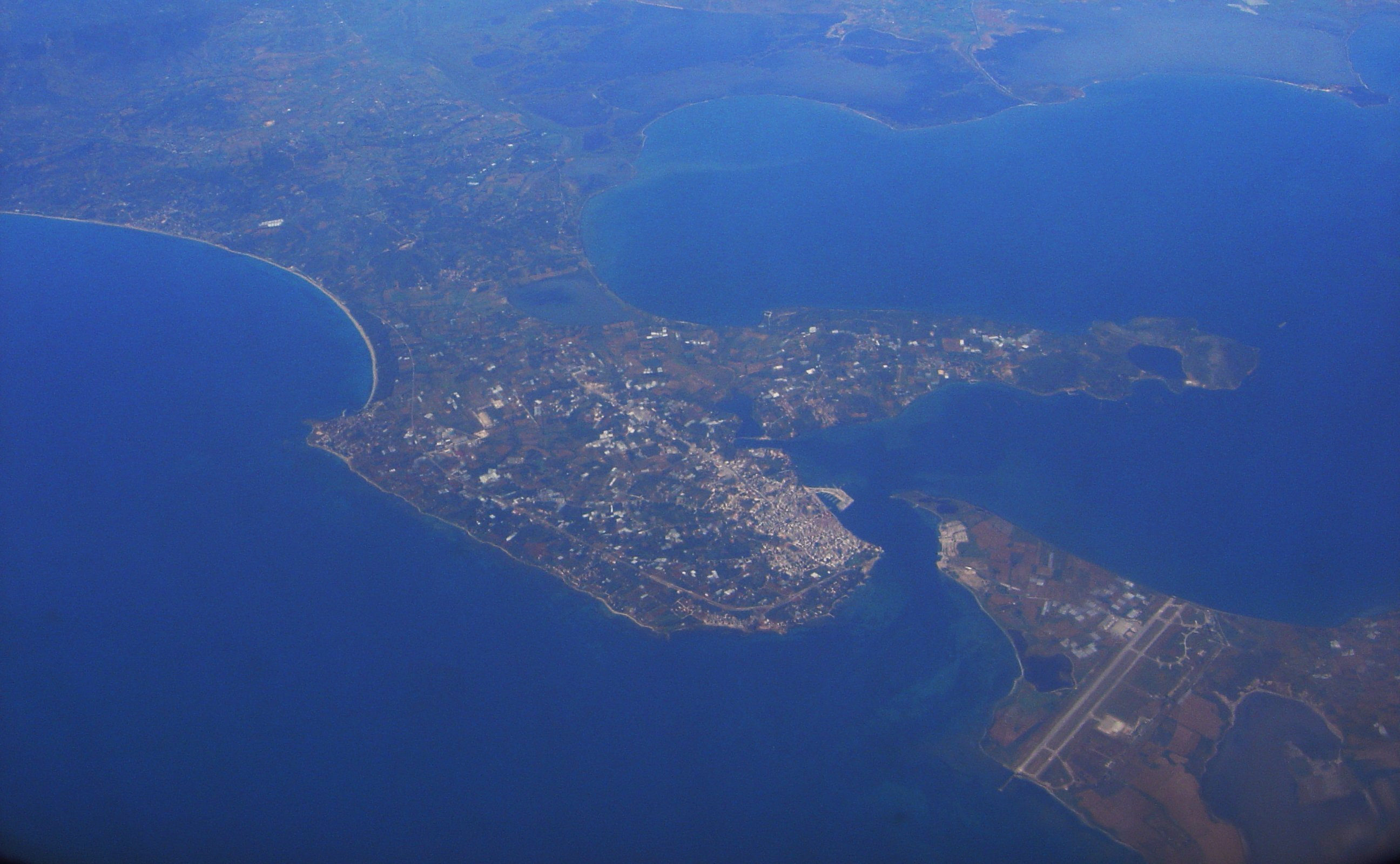
Preveza (Épire grecque), vue d'avion
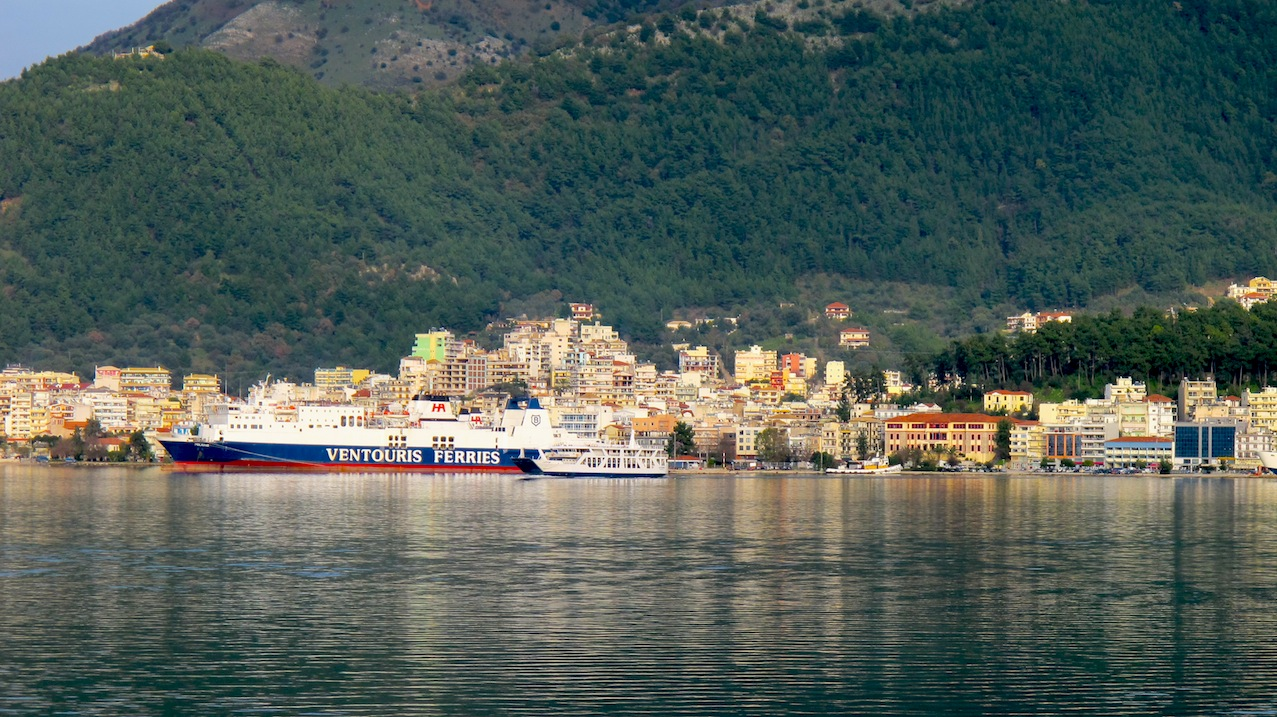
Igoumenitsa vue du large (Thesprotie, Épire grecque)
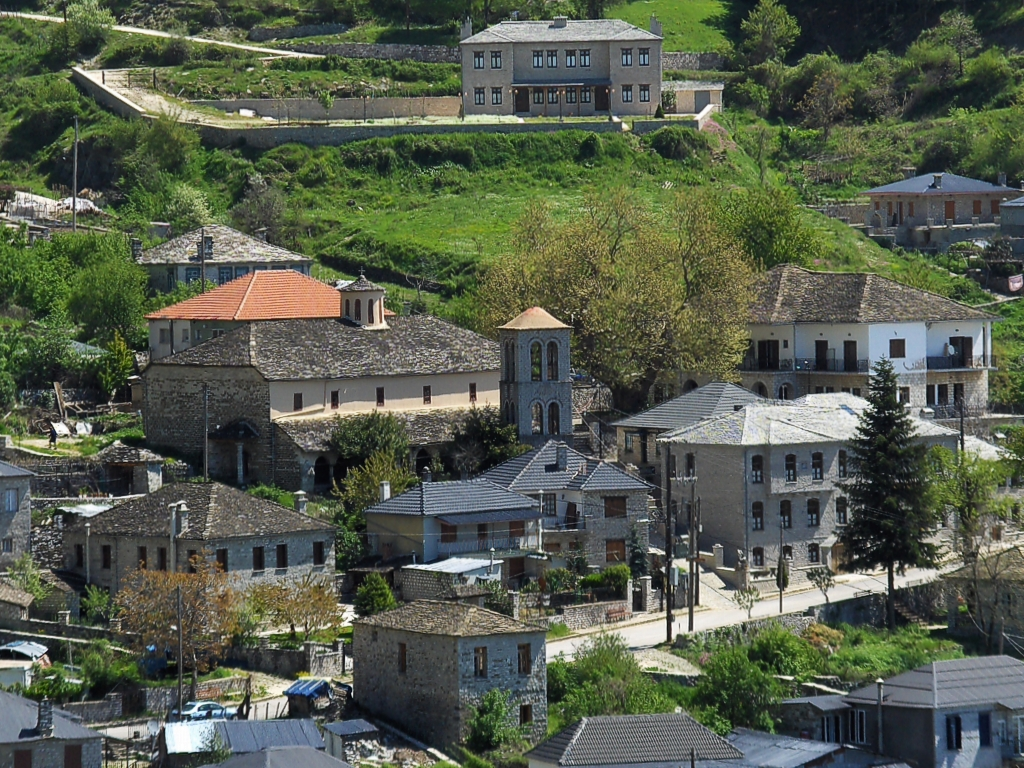
Village de Skamnéli (Épire grecque).